# Buford (Géorgie)
Pour les articles homonymes, voir Buford.
Buford est une ville des comtés de Gwinnett et de Hall, dans la région métropolitaine d'Atlanta en Géorgie, aux États-Unis.

## Historique
Après la guerre civile américaine, un chemin de fer a été construit qui reliait Atlanta, en Géorgie, à Richmond, en Virginie. Pendant la construction du chemin de fer, deux actionnaires de chemin de fer ont acheté des terres autour du chemin de fer dans le comté de Gwinnett, et ont commencé à construire une ville. La ville porte le nom du président de la compagnie de chemin de fer de l'époque, Algernon Sidney Buford.
Le chemin de fer a été achevé en 1871, et Buford est officiellement devenue une ville le 24 août 1872.

## Démographie
| 1880 | 1890 | 1900  | 1910  | 1920  | 1930  |
| ---- | ---- | ----- | ----- | ----- | ----- |
| 896  | 496  | 1 352 | 1 683 | 2 500 | 3 357 |

| 1940  | 1950  | 1960  | 1970  | 1980  | 1990  |
| ----- | ----- | ----- | ----- | ----- | ----- |
| 4 191 | 3 812 | 4 168 | 4 640 | 6 578 | 8 771 |

| 2000   | 2010   | 2020   | - | - | - |
| ------ | ------ | ------ | - | - | - |
| 10 668 | 12 225 | 17 144 | - | - | - |